# Riz Arborio

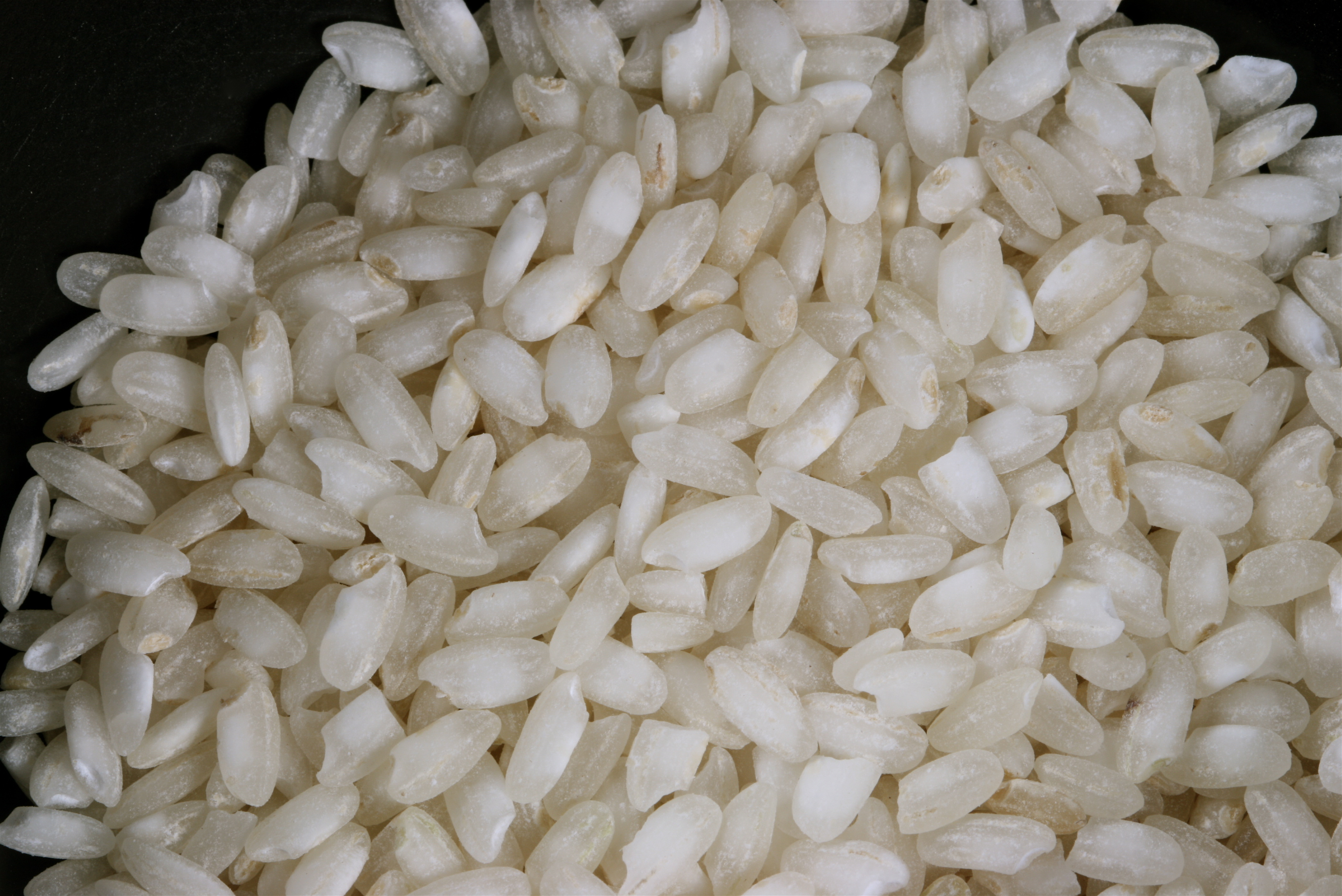
Grains de riz Arborio.

Le riz Arborio est une variété italienne  (un cultivar) de riz  (Oryza sativa), très utilisée pour la préparation du risotto et des arancini.
Elle doit son nom à la ville d'Arborio, dans le val Pô, où elle a été sélectionnée.